# Карл II (маркграф Баден-Дурлаха)
Карл II Баден-Дурлахский (24 июля 1529, Пфорцхайм, Карлсруэ — 23 марта 1577, Дурлах) — маркграф Баден-Дурлаха с 1553 года до своей смерти в 1577 году. В 1556 году сделал лютеранство официальной религией Баден-Дурлаха.

## Биография
Карл был сыном маркграфа Эрнста Баден-Дурлахского и его второй жены Урсулы фон Розенфельд. Поскольку брак между Эрнстом и Урсулой был морганатическим, права Карла на наследование маркграфства были спорными. Тем не менее, он начал править Верхним Баденом от имени своего отца в сентябре 1552 года. Его старший брат, маркграф Бернхард IV умер 20 января 1553 года, а его отец умер две недели спустя, 6 февраля. После этого Карл унаследовал всю страну, которая тогда называлась Баден-Пфорцхаймом. Он перенёс столицу в Дурлах, тем самым изменив название своей страны на Баден-Дурлах.

### Принятие Реформации в 1556 году

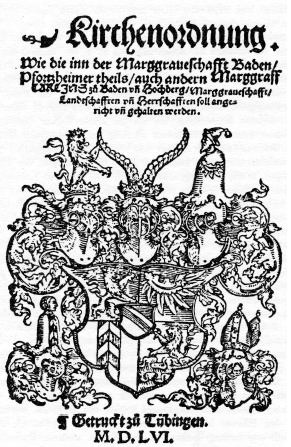
Титульный лист Исповедания, 1556 год.

После заключения Пассауского договора (1552) в ряде светских княжеств на юго-западе Германии стали проводиться в жизнь идеи Реформации. Вероятно, такие планы были и у маркграфа Эрнста Баден-Дурлахского,  но он предпочитал избегать возможного конфликта с правителем католической Передней Австрии эрцгерцогом Фердинандом, который вновь предъявил притязания на территории Верхнего Бадена.
Маркграф Карл II, как и его двоюродный брат маркграф Филиберт Баден-Баденский, принимал активное участие в рейхстаге при подготовке Аугсбургского религиозного мира 1555 года, который дал возможность светским княжествам Империи провести Реформацию. Тогда, опираясь на это соглашение и по настоянию герцога Кристофа Вюртембергского, Карл решился принять Реформацию в маркграфстве Баден-Дурлах путем опубликования нового исповедания 1 июня 1556 года.
Подготовка к принятию Реформации и составление исповедания были поручены комиссии под председательством канцлера маркграфства Баденского (Пфорцхайма) Мартина Ахтсинита. Членами комиссии были тюбингенский теолог Якоб Андреэ, а также саксонские богословы Максимилиан Мёрлин и Иоганн Штёссель и гейдельбергский придворный проповедник Михаэль Диллер. Помимо богословов, в состав комиссии входили советники маркграфства Баден Иоганн Сехель и Георг Ренц. Ахтсинит стал также первым руководителем церковного совета; сам Карл стал епископом местной протестантской церкви, сменив епископов Страсбурга, Шпайера и Констанца, которые прежде несли ответственность каждый за вверенную ему часть. «Раздробленность в евангельском вероисповедании» также повлияла на работу комиссии. Наконец, в значительной мере по политическим причинам, было принято Вюртембергское исповедание, разработанное Иоганном Бренцем в 1553 году. Для первого богослужения, проведенного уже осенью 1556 года, из Вюртемберга прибыл Якоб Хеербранд, который также принимал участие в выработке окончательной редакции исповедания. Генерал-суперинтендентом Верхнего Бадена Карл назначил базельского богослова Симона Зульцера.
Частые богослужения должны были способствовать тому, чтобы служили только лютеранские пасторы и соблюдалось принятое исповедание. Многочисленные католические священнослужители были изгнаны. Фердинанд Австрийский официально отказал Карлу в праве провести Реформацию в своих владениях в Брайсгау.
За рвение, которое Карл проявил в ходе принятия Реформации, он получил в народе прозвище «Благочестивый».
В результате «Эрнестинская (Баден-Дурлахская) линия» вскоре после разделения страны отделилась в отношении вероисповедания. Когда в 1771 году оба маркграфства перешли по наследству под управление маркграфа Карла Фридриха, он обладал достаточной дальновидностью и независимостью, чтобы признавать различные вероисповедания и призывать к уважению и терпимости.
В 1561 году маркграф признал изначальное Аугсбургское исповедание в связи с собранием протестантов в Наумбурге, созванным Августом, курфюрстом Саксонским.
Как и его двоюродный брат маркграф Филиберт Баден-Баденский, он помог французскому королю Карлу IX в войне против гугенотов-кальвинистов, отправив ему в помощь войска.

### Конфликт с духовенством
Следствием Реформации было то, что на территории маркграфства Баден-Дурлах лишь лютеранские пасторы были допущены к служению. Однако церковные приходы зачастую находились во владении католических монастырей и орденов, которые теперь должны были назначать и содержать лютеранских пасторов, что, разумеется, не могло не вызвать сопротивления. Собственно, Аугсбургский религиозный мир однозначно регламентировал подобные случаи. С одной стороны, они сохраняли право владения и пользования своим имуществом на протестантских территориях, но были обязаны оказывать поддержку протестантским пасторам. Однако из-за названных выше притязаний Габсбургов на территории Верхнего Бадена прелаты считали, что могут уклоняться от обязанностей по содержанию протестантских пасторов и церквей, также они хотели удерживать церковную десятину - сбор, предназначенный теперь для содержания пасторов. Поэтому Карл конфисковал имущество католического духовенства и финансировал содержание пасторов и церквей из этих средств.
Иоганн Ульрих Цазий договорился о компромиссе с Баден-Дурлахом, после чего конфискованное имущество было возвращено, но маркграфство сохранило право взимать средства, необходимые для содержания пасторов. Однако австрийские власти в Инсбруке не признали это соглашение и предпочли эскалацию конфликта. После того, как некоторые прелаты заключили двустороннее соглашение с Баден-Дурлахом, были возобновлены и общие переговоры, в результате которых 24 апреля 1561 года в Ноенбурге-на-Рейне был заключен договор, который по сути своей закреплял договоренности, уже выработанные Цазием.

### Перенос столицы в Дурлах в 1565 году

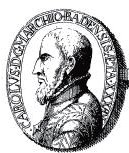
Карл II Баден-Дурлахский

В 1565 году маркграф перенес свою резиденцию из Пфорцхайма в Дурлах. Это произошло из-за конфликта с жителями Пфорцхайма, которые не хотели выступать в качестве загонщиков на охоте, устроенной маркграфом в ходе состязаний стрелков. Однако в литературе указывается, что, по всей вероятности, действительными причинами такого решения были более рациональные соображения, а именно расположение Дурлаха в центре Баденской низменности.
В связи с этим уже существующий охотничий домик в Дурлахе был перестроен в Карлсбург. Заказчик лично контролировал ход строительства и платил работникам, специально с этой целью нося на плече сумку с деньгами. Из-за этого он получил добродушное прозвище «Карл с сумкой». В результате сам город Дурлах был также реконструирован, при замке разбит сад, город получил новые городские ворота и, как в тот период было принято в столицах маркграфств, в 1571 году обзавелся собственным монетным двором.

### Сыновья
Лютеранскую веру сохранил только один из его сыновей, Георг Фридрих; Эрнст Фридрих перешел в кальвинизм, а Якоб III принял католичество. Так как Георг Фридрих пережил своих братьев, маркграфство в конце концов осталось лютеранским. После смерти маркграфа, пока сыновья не достигли необходимого правителю возраста, в течение семи лет их мать правила маркграфством в составе опекунского совета.

## Браки и дети
- Первая жена (с 10 марта 1551) — Кунигунда Бранденбург-Кульмбахская[нем.] (17 июня 1523 — 27 февраля 1558), дочь маркграфа Казимира Бранденбург-Кульмбахского. У супругов было двое детей:

1. Мария (3 января 1553 — 11 ноября 1561)
2. Альберт (12 июня 1555 — 5 мая 1574)

- Вторая жена (с 1 августа 1558) — Анна Фельденцская (12 ноября 1540 — 30 марта 1586), дочь графа Рупрехта фон Пфальц-Фельденца. У супругов было шестеро детей:

1. Доротея Урсула (20 июня 1559 — 19 мая 1583), муж (с 1575) — Людвиг III Вюртембергский
2. Эрнст Фридрих (17 октября 1560 — 14 апреля 1604), маркграф Баден-Дурлаха
3. Якоб (26 мая 1562 — 17 августа 1590), маркграф Баден-Хахберга
4. Анна Мария (4 августа 1565 — 8 октября 1573)
5. Елизавета (27 сентября 1570 — 6 октября 1611)
6. Георг Фридрих (30 января 1573 — 24 сентября 1638), маркграф Баден-Дурлаха